# مشروع بوابة الدرعية
مشروع بوابة الدرعية، مشروع سياحي ثقافي حيوي ضخم، أسس له الملك سلمان بن عبد العزيز في نوفمبر 2019، ويقام على مساحة 1.500.000 م2 إضافة إلى أكبر متحف إسلامي في العالم وسيشمل مدينة طينية متكاملة تضم مكتبة الملك سلمان بالإضافة إلى مركز عالمي للفنون والثقافة، وأسواق ومجمعات تجارية ومطاعم ومواقع احتفالات.

## أهمية الدرعية
تمثل الدرعية رمزاً وطنياً بارزاً في تاريخ المملكة العربية السعودية، فقد ارتبط ذكرها بالدولة السعودية الأولى وكانت عاصمة لها، ولقد شكلت منعطفاً تاريخياً في الجزيرة العربية، بعد أن ناصر محمد بن سعود دعوة التجديد الديني التي نادى بها محمد بن عبد الوهاب عام 1744م، فأصبحت الدرعية قاعدة الدولة ومقر الحكم والعلم، واستمرت كذلك إلى أن اختار تركي بن عبد الله الرياض مقراً جديداً للحكم وذلك عام 1824م، واستمرت الدرعية المدينة الأشهر في جزيرة العرب خلال القرنين الـ12 والـ13 الهجريين (الـ17 والـ18 الميلاديين)، وفي سنة 2010 أعلنت منظمة الأمم المتحدة للعلوم والتربية والثقافة أن حي الطريف في مدينة الدرعية موقع تراث عالمي.

## هيئة تطوير بوابة الدرعية
في يوم 20 يوليو 2017 وافق مجلس الوزراء السعودي برئاسة الملك سلمان بن عبد العزيز آل سعود على إنشاء هيئة تطوير بوابة الدرعية، وتعيين أعضاء مجلس إدارتها، وهم:
- الأمير محمد بن سلمان آل سعود رئيساً لمجلس إدارة الهيئة
- الأمير عبدالعزيز بن عياف آل مقرن عضواً لمجلس إدارة الهيئة
- أحمد بن عقيل الخطيب عضواً لمجلس إدارة الهيئة
- فهد بن عبد الله السماري عضواً لمجلس إدارة الهيئة
- إبراهيم بن محمد السلطان عضواً لمجلس إدارة الهيئة[9]

وفي يوم 26 يوليو 2018 تم تعيين جيرارد إنزيريو رئيساً تنفيذياً لمشروع تطوير بوابة الدرعية.

## أبرز المشاريع

### فندق باب سمحان
يعد واحدًا من بين أكثر من 41 فندقًا في الدرعية، وأعلن في فعالية «بشاير الدرعية 2023» بأن افتتاحه في نهاية عام 2024م. ويحتوي الفندق على 106 غرف و28 جناحًا، إضافةً إلى جناح ملكي، وصممت الغرف والأجنحة بدقة، وبمساحة تتراوح بين 35 مترًا مربعًا إلى 413 مترًا مربعًا.
وفي النسخة الثانية من حدثها السنوي «بشاير الدرعية 2024» أعلنت شركة الدرعية بأن فندق باب سمحان سيبدأ باستقبال الحجوزات للإقامة فيه مع نهاية ديسمبر من العام 2024م.

### حي القرين الثقافي
في نوفمبر 2024م أعلنت شركة الدرعية في «بشاير الدرعية 2024» عن إنشاء مركز عالمي للفنون والثقافة حول «حي القرين الثقافي»، ويشمل عدداً من الأصول الثقافية؛ منها: مدرسة للموسيقى العربية، ودار سينما، ومجموعة من المتاحف، والأكاديميات المختصة؛ لتعليم: فنون الكتابة، والعمارة النجدية، والبناء الطيني، وفنون الطهي، والفنون الأدائية. وبلغت قيمة العقد 5.8 مليار ريال (1.55 مليار دولار).